# Rieseby

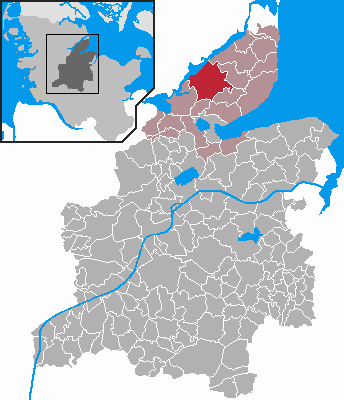
Situation de la commune dans l'arrondissement

Rieseby (en danois: Risby, en bas allemand : Riesby) est une commune d'Allemagne située dans le Schleswig-Holstein, plus exactement dans la péninsule de Schwansen faisant partie du Schleswig. C'est la commune la plus étendue de l'Amt de Schlei-Ostsee (ou Schlei-Mer-Baltique), puisqu'elle comprend 3 895 hectares. Sa population était de 2 495 habitants au 31 décembre 2008. Elle regroupe essentiellement des villages agricoles, ayant appartenu autrefois à de grands domaines agricoles seigneuriaux.

## Municipalité
La commune se compose du village de Rieseby et des villages de Norby (Nordby en danois, avec le hameau de Norbyheide), Sönderby (avec les hameaux de Vosskuhl et Drengberg), Basdorf (avec les hameaux de Moorholz, Kratt et Hummelsweth), Zimmert (avec Boholm et Ulenholz). Elle comprend aussi le domaine de Bürstorf (Bystorp en danois) avec Holzhof, le domaine de Sönderbyhof, le domaine de Hörst, le domaine de Paterness, le domaine de Büchenau, le domaine de Stubbe, avec Stubbehof, le domaine de Krieseby (Krisby en danois), le domaine de Saxtrof, avec Legerholz. On y trouve aussi les hameaux de Buchholz, Mührholm, Steckwiese, Neuwiese et Nordberg.

## Histoire
Rieseby est mentionné en 1352 comme registrum capituli slesvicensis, d'où Rysbyharret en bas dano-schleswigeois. Le village est nommé Rysebu en 1407 (Riesbuy au XVIIe siècle), formé des mots ris (forêt) et by (village).
Les Jutes et les Angles habitent la région depuis le VIe siècle, Rieseby est dans une zone le long de la Schlei germanisée. Une église romane (à l'époque catholique) construite en 1220 est consacrée à saint Pierre. Rieseby comprend un thing qui représente les localités de la région de Schwansen, mais des tensions existent avec la noblesse locale. Le village est abandonné au XVIe siècle, car la famille seigneuriale change la structure d'exploitation, mais l'église reste église paroissiale des hameaux environnants. Des domaines agricoles prospères attirent une main-d'œuvre nombreuse.
Ce n'est qu'au XIXe siècle que de nouvelles familles arrivent. La région entre en possession de la Prusse après la seconde guerre des Duchés de 1864 et Rieseby devient commune libre le 29 mars 1876. L'ouverture de la ligne de chemin de fer Kiel-Flensbourg en 1881 provoque une croissance rapide de Rieseby. L'électrification date de 1909.

## Jumelages
- Süderholz (Allemagne)
- Rapstedt (Danemark)

## Architecture
- Manoir de Saxtorf
- Moulin d'Anna (Mühle Anna) à Norby

## Galerie photos

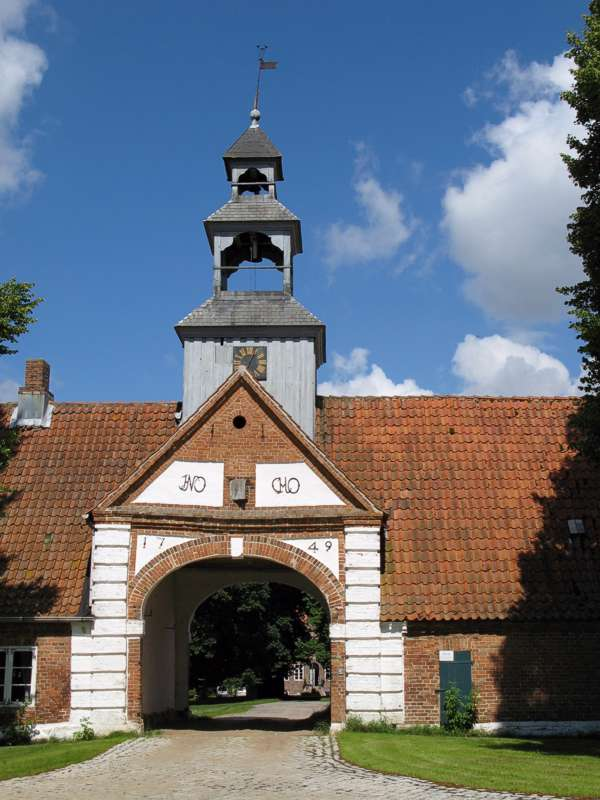
Porte cochère d'entrée du manoir de Krieseby et de la cour de l'exploitation agricole
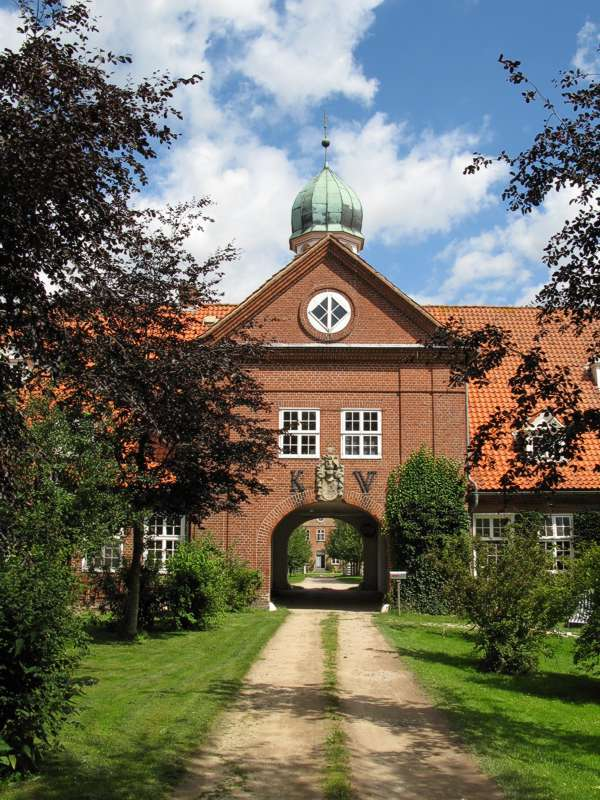
Portail d'entrée du manoir de Stubbe
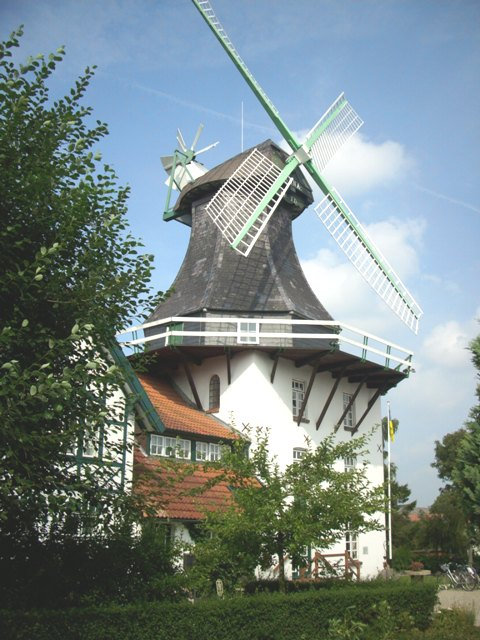
Moulin Anna à Rieseby